# Силадьи, Шандор
Шандор Силадьи (венг. Szilágyi Sándor; 30 августа 1827, Коложвар — 12 января 1899, Будапешт) — венгерский историк.

## Биография
Шандор Силадьи — сын историка Ференца Силадьи-младшего и внук богослова Ференца Силадьи-старшего. В 1841—1845 годах изучал юриспруденцию. Во время революции 1848—1849 годов служил в гонведе. Впоследствии сотрудничал с несколькими газетами в Пеште (Pesti Hírlap и Életképek), для которых писал статьи о революции и неоднократно оказывался в поле зрения цензуры. В 1852 году преподавал математику и физику в Кечкемете, с 1853 года — географию и литературу в Надькёрёше. С 1867 года служил секретарём в венгерском министерстве просвещения, в 1872—1875 годах преподавал историю в военной академии «Людовика» в Пеште. С 1878 года возглавлял библиотеку Будапештского университета, где внёс значительный вклад в каталогизацию её фондов. Шандор Силадьи специализировался на истории Венгрии и Трансильвании XVI—XVII веков и опубликовал в 1866 году двухтомный труд по истории Трансильвании (венг. Erdélyország története), а также биографии князей Трансильвании. С 1875 года Шандор Силадьи служил секретарём в Венгерском историческом обществе и редактором газеты Századok, которая под его руководством превратилась в одно из ведущих изданий по истории Венгрии. В 1895—1898 годах под руководством Шандора Силадьи был опубликован 10-томный труд «История венгерской нации» (венг. A magyar nemzet története), приуроченный к празднованию тысячелетия обретения венграми родины.